# Ämter und Titel im Byzantinischen Reich
Das Byzantinische Reich hatte ein komplexes aristokratisches und bürokratisches System, bei dem jedoch viele Ämter und Titel nur ehrenamtlich waren, da der Kaiser letzten Endes der alleinige Herrscher war. In der mehr als tausendjährigen Geschichte des Reichs wurde eine Reihe von Titeln angenommen oder abgelegt, viele gewannen oder verloren an Ansehen. Anfangs waren die byzantinischen Titel die gleichen wie im späten Römischen Reich, da Byzanz seine Wurzeln in der römischen Spätantike hatte. Dies änderte sich in der Zeit des Kaisers Herakleios (regierte 610–641); damals waren aufgrund der inneren wie äußeren Krise des spätrömischen Staates viele dieser Titel überflüssig geworden. Seit dem 7. Jahrhundert änderte sich der Staatsaufbau grundlegend, und in der Zeit des Kaisers Alexios I. (regierte 1081–1118) waren die meisten Positionen neu geschaffen oder drastisch verändert worden, blieben danach aber im Grunde die gleichen bis zum Fall Konstantinopels im Jahr 1453. Einige der Titel wurden von den benachbarten Bulgaren und Serben übernommen.
Für die mittelbyzantinische Zeit vermittelt das Werk des Philotheos wichtige Informationen.

## Aristokratische Titel

### Höhere aristokratische Titel
- βασιλεύς Basileus – das griechische Wort für König schon in mykenischer Zeit (siehe Hauptartikel Basileus), bezeichnete zur Zeitenwende jeden König in den Griechisch sprechenden Ländern des Römischen Reichs, zum Beispiel Herodes den Großen in Judäa. Der Begriff wurde auch auf die Herrscher Persiens angewandt. Kaiser Herakleios benutzte ihn 629, um den alten lateinischen Titel Augustus (gr. σεβαστός Sebastos) bzw. Imperator zu ersetzen – es wurde daraufhin das griechische Wort für Kaiser – darüber hinaus die Titel αυτοκράτωρ Autokrator (Selbstherrscher) und κύριος Kyrios (Herr). Unter den christlichen Herrschern wandten die Byzantiner das Wort Basileus ausschließlich auf den Kaiser in Konstantinopel an und bezeichneten die westeuropäischen Könige mit ρηγας Rigas, einer hellenisierten Form des lateinischen Wortes Rex (König). Kaiser, die die Legitimität ihrer Thronbesteigung betonen wollten, hängten an ihren Namen den Titel πορφυρογέννητος Porphyrogennetos (purpurgeboren) an, um darauf hinzuweisen, dass sie im Kreißsaal des kaiserlichen Palastes zur Welt gekommen seien, der aufgrund seiner purpurfarbenen Marmorvertäfelung Porphyra genannt wurde. Die weibliche Form βασιλισσα  Basilissa bezeichnet die Kaiserin, die als ευσεβεστατη αυγουστα Eusebestati Augousta (frömmste Augusta), Κύρια Kyria (Herrin) oder δέσποινα Despoina (die weibliche Form von despotes, siehe unten) genannt wurden. βασιλεοπάτωρ Basileopator war der Ehrentitel des (nicht notwendigerweise leiblichen) „Vaters“ eines Kaisers. Der erste Basileopator war Zautzes, ein Adliger zur Zeit des Kaisers Leo VI. (regierte 886–912); Romanos I. Lekapenos benutzte den Begriff für sich, als er Regent für Konstantin VII. war.

- δεσπότης Despotes – Der Titel Despot wurde von Manuel I. Komnenos (regierte 1143–1180) als höchster Titel nach dem des Kaisers geschaffen. Ein Despot konnte der Inhaber einer Despotie sein, war aber auch ab 1261 der Titel des Thronfolgers, der gleichzeitig der Herrscher im Despotat Morea war. Die weibliche Form δέσποινα Despoina bezeichnet einen weiblichen Despoten oder die Ehefrau eines Despoten.

- σεβαστοκράτωρ Sebastokrator – Der „Ehrwürdige Regent“ war ein Titel, der von Alexios I. als Kombination von Autokrator und Sebastos geschaffen wurde. Der erste Sebastokrator war Alexios’ Bruder Isaak; der Titel war inhaltsleer und wies lediglich auf die enge Verwandtschaft zum Kaiser hin. Die weibliche Form war σεβαστοκράτωρισσα Sebastokratorissa.

- Καῖσαρ Kaisar – Caesar war seit dem späten Prinzipat und bis weit in die Spätantike hinein der Titel eines untergeordneten Mitkaisers und offensichtlichen Erben. Als Alexios I. den Sebastokrator erfand, fiel Kaisar an die dritte Position zurück, und dann sogar an die vierte, als Manuel I. den Despotes kreierte. Die weibliche Form war Καῖσαρισσα Kaisarissa.

- νωβελίσσιμος Nobelissimos – Nobilissimus war seit der Spätantike bis ins 11. Jahrhundert der Titel eines dem Thronerben direkt nachgeordneten Angehörigen der Kaiserfamilie oder die direkte Vorstufe zur Erhebung zum Caesar. Die weibliche Form war νωβελίσσιμα Nobelissima.

- πανυπερσέβαστος Panhypersebastos und πρωτοσέβαστος Protosebastos – entwickelt aus Sebastos: Alexios und spätere Kaiser schufen eine große Zahl von Titeln, indem sie Pan („All“), Hyper („Über“), Proto („Erster“) und andere Präfixe zu den eigentlichen Titeln hinzufügten.

Despotes, Sebastokrator, Kaisar, Panhypersebastos und Protosebastos waren üblicherweise für Mitglieder der kaiserlichen Familie reservierte Titel. Sie unterschieden sich optisch durch unterschiedliche Kleidung und Kronen voneinander. Diese Titel konnten aber auch an Fremde vergeben werden. Der erste Despotes war Béla III. von Ungarn (regierte 1172–1196), was aber nur verdeutlichen sollte, dass Ungarn als byzantinischer Vasall betrachtet wurde. Der erste Fremde, der Sebastokrator genannt wurde, war Stefan Nemanjić von Serbien (regierte 1196–1227), der den Titel 1191 bekam. Justinian II. (regierte 685–695 und 705–711) nannte Terwel, Khan der Bulgaren (regierte etwa 700–720), 705 Kaisar, was in den slawischen Sprachen zu Zar wurde. Andronikos II. (regierte 1282–1328) nannte 1304 Roger de Flor, den Anführer der Katalanischen Kompanie, ebenfalls Kaisar. Protosebastos wurde an Enrico Dandolo verliehen, den späteren Dogen von Venedig, bevor er in den Vierten Kreuzzug verwickelt wurde.
In den späteren Jahrhunderten des Reichs wurden byzantinische Kaiser auch als χρονοκράτωρ Chronokrator und κοσμοκράτωρ Kosmokrator tituliert, in wörtliche Übersetzung „Regent der Zeit“ und „Regent der Welt“.

### Niedere aristokratische Titel
- σεβαστός Sebastos – „Majestät“, ein Titel, der ursprünglich dem Augustus oder Augoustos gleichwertig war und von den Kaisern getragen wurde. Unter Alexios I. wurde er nach der Schaffung des Protosebastos weniger wichtig. Die weibliche Form war Sebaste.

- πανσεβαστόὑπέρτατος Pansebastohypertatos, πᾶνοἶκειοτατος Panoikeiotatos und πρωτοπροεδρος Protoproedros sind Beispiele für die Verlängerung von Titeln durch die Anfügen von Vorsilben. Diese Titel trugen Mitglieder der kaiserlichen Familie ab Alexios I. und wiesen lediglich auf die nahe Verwandtschaft zum Kaiser hin, ohne wirkliche Macht zu beinhalten.

- πρωτοβεστιάριος Protovestiarios – üblicherweise ein geringerer Angehöriger des Kaisers, der sich um des Kaisers persönliche Garderobe kümmerte, insbesondere auf Feldzügen. Er war manchmal auch für die anderen Mitglieder des kaiserlichen Haushalts verantwortlich sowie für die persönlichen Finanzen des Kaisers. Der ältere Begriff gleichen Inhalts aus der Zeit von Justinian I. (regierte 527–565) war Curopalata (oder κουροπαλάτης Kuropalates auf Griechisch), abgeleitet von κουράτωρ Kourator (Curator), dem für die Finanzen verantwortlichen Beamten. Der Vestiarios war ein untergeordneter Beamter. Die Protovestiaria und Vestiaria gab es in gleicher Weise auch für die Kaiserin.

Die Byzantiner hatten auch aristokratische Titel für die geringeren Mitglieder der kaiserlichen Familie und den niederen Adel, die sie aus lateinischen Begriffen abgeleitet hatten und die in Westeuropa aus der gleichen Quelle stammend üblich wurden: πρίγκηψ Prinkeps (Prince, Principe – Fürst), δούξ doux (Duc, Duca, Duke – Herzog) und κόμης komes (Comte, Conte, Count – Graf). Auch gab es Titel wie κλεισουράρχη Kleisourarka, ἀπόκομες Apokomes und Ἀκρίτα Akrita, was in etwas dem Markgraf (Marquis), Vizegraf (Vicomte) und Freiherr (Baron) entspricht.
Verschiedene niedere Adlige trugen in der kaiserlichen Residenz Titel wie παρακοιμώμενος Parakoimomenos (ein Leibwächter), πᾶνκερνες Pankernes (ein Mundschenk) und μέγας κονόσταυλος Megas konostaulos („Großer Konstabler“), der für den kaiserlichen Marstall zuständig war.

## Militärische Titel

### Armee
- δομέστικος Domestikos – als Domestikoi wurden zahlreiche hohe militärische (etwa die jeweiligen Kommandeure der Tagmata), zivile und auch kirchliche Würdenträger bezeichnet, darunter:
  - μέγας δομέστικος Megas domestikos – der Oberbefehlshaber der Armee (seit der Komnenenzeit).
  - δομέστικος τῶν σχολῶν Domestikos ton scholon – der Kommandeur der Tagma der Scholai, eines schlagkräftigen Eliteverbandes, belegt seit dem 8. Jahrhundert. Seit dem späten 10. Jahrhundert wurden zwei Domestikoi ernannt, einer für den Westen, ein anderer für den Osten des Reiches, wovon später jeweils einer wiederum zum Megas domestikos aufstieg. Ein angesehener Titel mit großer Machtfülle.

- κουροπαλάτης Kuropalates – War einer der höchsten Titel, an Verwandte des Kaisers und fremde Prinzen vergeben

- στρατηγός Strategos – allg. „General“, in der Zeit ab ca. 650 der militärische Befehlshaber eines Themas, der seit dem späten 10. Jh. auch den Titel doux trug.
- πρωτοσπαθάριος Protospatharios (griech.: Erster Schwertträger)– anfangs der Kommandeur der kaiserlichen Wachtruppen der spatharioi, später ein Titel
- πρωτοστράτωρ Protostrator – anfangs Leiter der kaiserlichen Stallknechte, später eine Bezeichnung für den Armeekommandeur.
- στρατοπεδάρχης Stratopedarches – ein Armeekommandeur im Feld, der möglicherweise auch rechtliche Befugnisse hatte.
- πρωτοκένταρχος Protokentarchos und κένταρχος Kentarchos – Kommandeure kleiner Armeeeinheiten im Feld. Der Name leitet sich vom lateinischen Centurio ab.
- μεράρχης Merarches – ein Kommandeur der Kavallerie.
- σπαθαροκανδιδᾶτος Spatharokandidatos – Offizier der kaiserlichen Warägergarde, später ein Titel
- μαγλαβίτης Manglabites – kaiserlicher Warägergardist, mit der Bewachung des Palastes beauftragt. Bekannter Träger dieses Titels war der Wikinger und spätere König Harald Hardråde.

### Marine
- μέγας δούξ Megas doux – seit der Komnenenzeit oberster Befehlshaber der byzantinischen Marine. Er war vermutlich einer der wenigen, die das Geheimnis des griechischen Feuers kannten. Am Ende der Herrschaft der Palaiologen war er das Oberhaupt der Regierung und der Verwaltung.
  - μέγας δρουγγάριος (τοῦ στόλου) Megas drungarios (tou stolou) – ein Untergebener des Megas doux, der für die Marineoffiziere verantwortlich war.
  - δρουγγάριος Drungarios – ein unterer Offiziersrang in der Marine. Ein höherer Drungarios war der Drungarokomes.
- κατεπάνω Katepano – ab dem 10. Jahrhundert der Kommandeur eines Seethemas.

### Andere militärische Titel
- κονόσταυλος Konostaulos – die griechische Form des Konstablers, der Befehlshaber der fränkischen Söldner
- ἑταιρειάρχης Hetairiarch – der Befehlshaber der barbarischen Söldner
- ἀκόλουθος Akolouthos – der Befehlshaber der Warägergarde
- σπαθαροκανδιδᾶτος Spatharokandidatos und μαγλαβίτης Manglabites  – weitere Titel bei der Warägergarde

## Administrative Titel
Die ausgedehnte byzantinische Bürokratie erzeugte viele Titel, die auch stärker als die aristokratischen oder militärischen variierten. In Konstantinopel gab es davon Hunderte, wenn nicht Tausende zu jeder Zeit. Hier die wichtigsten:
- πρωτασηκρῆτις Protasekretis – ein früher Titel des Vorstehers der Kanzlei, der für die Regierungsakten verantwortlich war. Die Asekretai waren seine Untergebenen. Weitere Mitarbeiter der Kanzler waren der Chartoularios (der für die kaiserlichen Dokumente verantwortlich war) und der Eidikos (ein Beamter des Staatsschatzes).
- Prätorianerpräfekt – ein alter römischer Titel, der anfangs den Leiter der Prätorianergarde bezeichnete, ab 312  – nach seiner militärischen Entmachtung – den obersten Beamten der Präfekturen. Der Titel wurde abgeschafft, als das byzantinische Reich in Themen umorganisiert wurde.
- λογοθέτης Logothetes – ein Sekretär innerhalb der Bürokratie, für verschiedene Aufgaben in Abhängigkeit von der genauen Beschreibung zuständig. Die Logothetai waren unter den wichtigsten Bürokraten. Zu ihnen gehören:
  - μέγας λογοθέτης Megas logothetes (davor λογοθέτης τῶν σεκρέτων logothetes ton sekreton, danach μεσάζων Mesazon) – der Vorsteher der Logothetai, der persönlich für das Rechtssystem und den Staatsschatz verantwortlich war, etwa mit einem Kanzler vergleichbar.
  - λογοθέτης τοῦ δρόμου Logothetes tou dromou  – der Vorsteher der Diplomatie und der Post.
  - λογοθέτης τῶν οἰκιακῶν Logothetes ton oikeiakon  – für innere Angelegenheiten zuständig, wie zum Beispiel die Sicherheit der Hauptstadt und die lokale Wirtschaft.
  - λογοθέτης τοῦ γενικοῦ Logothetes tou genikou – zuständig für die Steuereintreibung.
  - λογοθέτης τοῦ στρατιωτικοῦ Logothetes tou stratiotikou – ein Zivilist, der die Besoldung der Armee organisierte.

Die Logothetai hatten anfangs Einfluss auf den Kaiser, wurden aber bald zu Amtsinhabern ehrenhalber. Im späten Reich wurde aus dem Megas logothetes der Mesazon (wörtlich „Mittelmann“, heutzutage ein „Manager“).
Andere Ämter in der Verwaltung sind:
- ἄρχων Archon – Archon war ein Amtstitel während der gesamten byzantinischen Zeit, dessen Bedeutung und Kompetenzen jedoch sehr unterschiedlich war. Allgemein wurden als Archon unter anderem Inhaber bestimmter weltlicher wie kirchlicher Verwaltungsstellen, hohe Würdenträger sowie Gouverneure bezeichnet.
- Präfekt – ein unteres Amt in Konstantinopel in der städtischen Behörde.
- Quästor – ursprünglich ein juristischer Beamter oder Finanzbeamter, der mit der Einführung des Logothetes seine Macht verlor.
- Tribounos – entspricht dem römischen Tribun; er war für den Zustand der Straßen, Monumente und Gebäude in Konstantinopel zuständig.
- Magister (Magister officiorum, Magister militum, „Maistor“ auf Griechisch) – ein alter römischer Begriff in der Verwaltung und der Armee; zur Zeit des Kaisers Herakleios wurden diese Titel ehrenamtlich und vermutlich sogar abgeschafft.

- σακελλάριος Sakellarios – unter Herakleios ein ehrenamtlicher Aufseher über die anderen Beamten des Palastes, Logothetes etc.
- Prätor – ursprünglich ein Steuerbeamter in Konstantinopel, nach Alexios der Zivilgouverneur eines Themas.

- κεφαλή Kephale – „Kopf“, der Zivilgouverneur einer byzantinischen Stadt
- Horeiarios – für die Verteilung des Getreides aus den staatlichen Kornspeichern zuständig.

Der Protoasekretes, Logothetes, Präfekt, Prätor, Quästor, Magister und Sakellarios, sie alle waren Mitglieder des byzantinischen Senats, bis dieser – nach Herakleios – im Reich immer mehr in den Hintergrund trat.